# Die Gerechten
Die Gerechten (französisch Les justes) ist ein Drama des französischen Schriftstellers und Philosophen Albert Camus aus dem Jahre 1949 (erste Aufführung).

## Handlung
Das Theaterstück basiert auf einer wahren Begebenheit: Im Jahre 1905 verübte die terroristische Gruppierung der Sozialrevolutionäre einen Anschlag auf den russischen Großfürsten Sergei, woraus Albert Camus ein Drama in fünf Akten entwickelte.

### 1. Akt
In einer Wohnung in Moskau treffen sich Annenkov, Stepan, Dora, Woinow und Kaljajev, um das Attentat auf den Großfürsten Sergej zu planen. Kaljajev soll die erste Bombe werfen.
Stepan, der kürzlich aus dem Zuchthaus entlassen wurde, stößt als letzter zur Gruppe hinzu.

### 2. Akt
Am Abend des darauffolgenden Tages soll das Attentat stattfinden; Dora und Annenkov verfolgen das Geschehen aus der Wohnung mit. Doch Kaljajev schafft es nicht, die Bombe zu werfen, da er sieht, dass mit dem Großfürsten dessen Neffen in der Kutsche sitzen. Zurück in der Wohnung diskutiert die Gruppe, wie sie weiter vorgehen will. Nur Stepan hält Kaljajevs Zögern für falsch, die anderen unterstützen ihn, da es ihrer Moral widerspricht, Kinder zu töten.

### 3. Akt
Nach einem längeren Gespräch zwischen Dora und Kaljajev, aus dem unter anderem ihre gegenseitige Anziehung klar wird, entscheidet sich Kaljajev zwei Tage später es zum zweiten Mal zu versuchen, den Großfürsten zu ermorden und hat Erfolg. Er wird festgenommen.

### 4. Akt
Im Gefängnis spricht Kaljajev mit Foka, einem anderen Häftling. Dieser ist gleichzeitig für die Hängung der Gefangenen zuständig und bekommt für jede Hängung ein Jahr Hafterlass. Darauf kommen der Vorsitzende des Polizeidepartements Skouratov und später die Großfürstin, um mit ihm zu sprechen. Die Großfürstin will, dass er sich dazu bekennt, einen Menschen ermordet zu haben, was Kaljajev nicht tut, da die Ermordung des Großfürsten für ihn einen Akt der Gerechtigkeit darstellt. Skouratov schlägt ihm einen Deal vor: er bleibe am Leben, wenn er seine Gefährten verrät. Auch darauf geht Kaljajev nicht ein.

### 5. Akt
In einer neuen Wohnung rätseln die andern, ob Kaljajev sie verraten hat. Durch einen Informanten erfahren sie, dass dem nicht so ist und Kaljajev gehängt wurde. Dora stellt sich zur Verfügung, die nächste Bombe zu werfen, um damit Kaljayev zu rächen und Gerechtigkeit zu erzielen oder – ebenso wie er – hingerichtet zu werden.

## Vorläufer
1931 waren bei Payot in Paris in französischer Übersetzung die von Boris Savinkov 1909 veröffentlichten und 1917 ergänzten Erinnerungen eines Terroristen erschienen. 1933 veröffentlichte Irène Némirovsky den Roman L’affaire Courilof (dt. Der Fall Kurilow, 1995).
Némirovsky eignete sich einiges aus dem für Albert Camus und sein Drama grundlegenden Buch Sawinkows an, ohne dass Camus von Némirovsky etwas wusste. Némirovsky machte für die Darstellung ihrer Terroristen Fanny Zart und Léon M. ähnliche Anleihen bei den von Savinkov wiedergegebenen Diskussionen wie Camus. Die Terroristen diskutieren vor und nach ihren Attentaten, was alles erlaubt ist und wann es Grenzen für den Bombenwurf gibt. Allerdings geht es Némirovsky um ein anderes Attentat, nämlich das auf den Minister für das Schulwesen Walerian Alexandrowitsch Kurilow im Jahr 1903.
Bei Némirovsky bricht Fanny nach dem Attentat in Schluchzen aus (S. 200 f.):
„Tot! Tot! Er ist tot ...!“ „Aber wer denn?“, fragte ich verständnislos. „Tot! Tot! Kurilow ist tot! Und ich war’s, ich habe ihn getötet ...!“ [...] „Tot! Und wir waren es, die ihn getötet haben ...!“
Bei Savinkov heißt die Figur Dora (ebenso bei Camus, siehe auch Dora Brilliant). Savinkov, S. 124:
Im gleichen Augenblick neigte sich Dora zu mir und begann zu schluchzen [...]: „Wir haben ihn umgebracht ... ich habe ihn umgebracht ... ich.“ „Wen?“, fragte ich, da ich dachte, dass sie von Kaljaev sprach. „Den Großfürsten.“
Léon M.s Aussage, dass er die Bombe auf Kurilow auch in Gesellschaft seiner Familie mit Frau und Kindern werfen würde (S. 197), findet ihr Gegenstück in den bei Savinkov auf den Seiten 116 ff. und 258 ff. wiedergegebenen Auseinandersetzungen und bei Camus im zweiten Akt. Auch für die letzte Identität Léon M.s – Jacques Lourié – gibt es bei Némirovsky eine Entsprechung zu Savinkov, nämlich in Rachel Vladimirovna Lourié, die aus einer reichen jüdischen Kaufmannsfamilie stammte, sich der Partei der Sozialrevolutionäre anschloss und sich 1908 in Paris erschoss (Savinkov, S. 452).
Albert Camus’ Anleihen bei Savinkov sind direkter als die von Némirovsky, weisen aber zugleich gewichtige Umstellungen und Variationen auf. Sie zielen vor allem auf das ab, was Hans Magnus Enzensberger 1963 unter der Überschrift Die schönen Seelen des Terrors über die „zartfühlenden Mörder“ (Camus, L’homme révolté, 1951) schrieb.

## Weblink
- Planet Schule, Wissenspool, insbes. für den Fremdsprachenunterricht in der Sekundarstufe[4]